# Tina Centi
Tina Centi (Macerata, 10 marzo 1933 – Milano, 12 settembre 1991) è stata una cantante italiana.

## Biografia
Visse per gran parte della sua vita a Roma, dove si era trasferita con la famiglia nel 1935 all'età di due anni. Laureata in Giurisprudenza, si dedicò al doppiaggio e al canto. Si trasferì poi a Milano con la famiglia nel 1972, abbandonando così la carriera e dedicandosi alle sue due figlie Nicoletta (nata nel 1960) e Claudia (nata nel 1963).

### Cantante
Dopo alcune esperienze semi-amatoriali (Il microfono è vostro con Silvio Gigli al Teatro delle Arti di Roma, per esempio), Tina Centi fece un provino per la Rai. Le dissero: "Lei ha una voce molto radiofonica, però si sente che non ha mai studiato canto; torni in settembre e inizierà un corso di studi". Finito il corso, la Centi fece il suo debutto come cantante il 31 ottobre 1952, alle 13. Cantò Settembre e Grazie dei fiori in un programma radiofonico della RAI con l'orchestra di Pippo Barzizza, con la quale continuerà a trasmettere per diversi mesi. Quindi fu sentita dal maestro Armando Trovajoli e cantò con la sua orchestra Eclipse fino all'agosto del '53  (soprattutto il genere melodico ma anche quello allegro con canzoncine come Conosco un cow-boy).
Sempre in agosto si esibì al Festival Canzoni nell'ombra di Vibo Valentia (dove vinse un premio con la canzone Kailù di Monari Grasso) e fece un lungo giro della Calabria. Subito dopo fu la voce solista nell'orchestra del maestro Guido Cergoli; tra le sue interpretazioni ricordiamo Il cielo può attendere, Ho fatto male, Non guardarmi così, Non so nulla di te, Ti chiedo perdono, Valzer del cucù, Vecchio organetto. Partecipò anche al Festival di Carnevale di Velletri, interpretando la canzone vincitrice Carnevale dell'amore. Dal 2021 la sua canzone "Le cose che piacciono a me" è utilizzata negli spot del Mulino Bianco .

### La carriera da doppiatrice
Negli anni cinquanta la Centi iniziò la carriera per la quale oggi è maggiormente ricordata, quella di doppiatrice di canzoni nelle versioni italiane di celebri film hollywoodiani. Ha doppiato nel 1953 il personaggio di Wendy nel lungometraggio d'animazione Disney Le avventure di Peter Pan. Il film è stato ridoppiato nel 1986, ma nel 2013, il doppiaggio originale è stato riproposto in doppia traccia nell'edizione Blu Ray. Nel 1959 ha doppiato la Principessa Aurora/Rosaspina in un altro classico Disney La bella addormentata nel bosco. Sua è anche la voce di Anita nella canzone finale de La carica dei 101, sempre di Walt Disney.
Il suo doppiaggio più famoso è senz'altro quello di Julie Andrews nelle canzoni di Mary Poppins e Tutti insieme appassionatamente, entrambi usciti in Italia nel 1965. La stessa Julie Andrews le scrisse persino una lettera per complimentarsi con lei, dicendole che l’aveva doppiata meravigliosamente e augurandole buona fortuna. 
Ha dato inoltre la voce a Audrey Hepburn nella versione italiana del film My Fair Lady nel 1964 e a Sally Ann Howes, nella parte di Stella Scrumptious, in quella di Citty Citty Bang Bang, nel 1968.
Altre dive a cui ha prestato la voce nel suo lavoro di doppiatrice sono: Debbie Reynolds in Dominique, Voglio essere amata in un letto d'ottone e La conquista del West; Samantha Eggar in Il favoloso dottor Dolittle; Vanessa Redgrave in Camelot; Shani Wallis in Oliver!; Leslie Caron in Lili (successivamente ridoppiato con le canzoni in inglese) e Lana Turner ne La vedova allegra (1953, che probabilmente è il suo primo doppiaggio).
Altri film doppiati dalla Centi sono: Fior di loto (1961), Un tipo lunatico (1962) e Dolci vizi al foro (1966).
Nel 1953 e nel 1954 Tina Centi doppiò due film italiani, Dieci canzoni d'amore da salvare di Flavio Calzavara (con Luciano Tajoli) e Napoli è sempre Napoli di Armando Fizzarotti, in cui doppia Lea Padovani nel canto.
I dialoghi italiani dei personaggi per cui la Centi ha cantato sono stati affidati, quasi sempre alla doppiatrice Maria Pia Di Meo ma anche a Fiorella Betti e Gabriella Genta.
Tra le canzoni da lei interpretate:
- in La vedova allegra: Tace il labbro
- in Le avventure di Peter Pan: Seconda stella a destra, Ninna nanna (di tutte le mamme) (il film è stato ridoppiato nel 1986 con la voce di Gianna Spagnulo)
- in La bella addormentata nel bosco: Mi domando, Io lo so
- in La carica dei 101: Un allevamento di cani dalmati (con Franco Bolignari), Crudelia De Mon (un frammento come voce radiofonica)
- in My Fair Lady: Che bella favola! (con coro dir. Piero Carapellucci), La rana in Spagna (con Nando Gazzolo e Giorgio Capecchi), Avrei danzato ancora, Sogni (con Gianni Marzocchi)
- in Mary Poppins: Con un poco di zucchero, Com'è bello passeggiar con Mary, State svegli,  Sempre, sempre, sempre, Supercalifragilistichespiralidoso e Cam caminì (le ultime due con Oreste Lionello)
- in Tutti insieme appassionatamente: Le cose che piacciono a me, Il pastore che pascolava, Do-Re-Mi, Edelweiss (con Giuseppe Rinaldi).
- in Citty Citty Bang Bang: Citty citty bang bang, Stella, La bambola sul carillon.

### Attrice
Nel maggio del 1955 interpreta Elena di Troia nella rivista Operazione Elena con i "Goliardi di Pisa".

## Discografia parziale

### Album

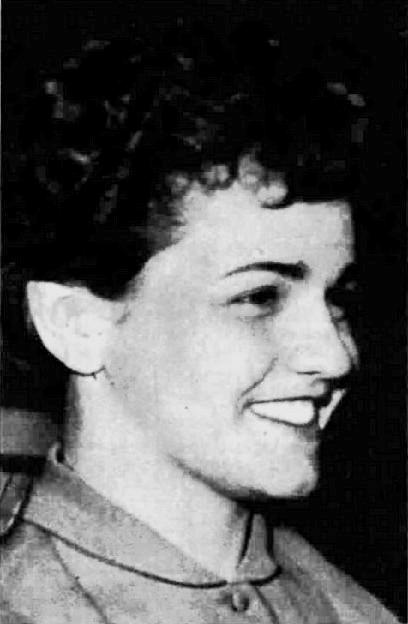
Tina Centi nel 1954

- 1965: My Fair Lady (colonna sonora) (CBS, S 70.003)
- 1965: Tutti insieme appassionatamente (colonna sonora) (RCA Victor, ALPM 10171)
- 1965: Mary Poppins (colonna sonora) (Buena Vista)
- 1966: Dominique (colonna sonora)
- 1967: Il favoloso dottor Dolittle (colonna sonora) (CFX-LP 66003)
- 1968: Oliver! (colonna sonora) (RCA Victor FIPS 10806)

### Singoli
- 1965: Avrei danzato ancora/Che bella favola (CBS, 1327)